# 中村美里
中村 美里（なかむら みさと、1989年4月28日 - ）は、日本の柔道家。柔道六段。柔道の組み手は左組み。2009年、2011年、2015年世界柔道選手権大会王者。

## 人物
- 東京都八王子市出身[1]。
- 東浅川小学校、相原中学、渋谷教育学園渋谷高校卒業[1]。
- 2008年4月より三井住友海上女子柔道部に所属[2]。
- 全日本強化指定選手ナショナルA[1]。
- 得意技は小外刈、寝技[1]。
- 2010年度及び2015年度スポーツ振興事業助成・エリートA認定[3][4]。
- 血液型はAB型[1]。
- 2024年1月からは全柔連女子柔道振興委員会の委員長に就任した[5]。

## 経歴

### 北京オリンピックまで

#### 小学生時代
子供のころから兄や近所の男友達と野球をして遊ぶなど活発な幼児期を過ごす一方で、ピアノにも取り組んでいた。また、この当時自衛官だった父親と一緒によくK-1などをテレビ観戦していたこともあって、総合格闘技に憧れていた。そのため、小学3年生の時には空手をやりたいと母親に持ちかけたところ、蹴りが危ないと反対されて、それではということで高尾警察署において柔道を始めた。小学校5年からは相模原の相武館吉田道場でも稽古を積むようになった。なお、父親は娘が保育園の時からテレビゲームでも相撲でも一切手加減をしなかった。「小学校に入ると周囲に負けることがある。負けたら悔しいという純粋な思いを鍛えたかった」からだという。小学校6年になるころには道場での寝技対決で娘の抑込技をほどくことができなくなっていた。

#### 中学時代
中学からは相武館吉田道場で寮生活を送りながら、近くの相原中学に通うことになった。当初は食事もほとんど進まず体重も30kg台であったが、師範の吉田勝に「飯を食べない選手は、強くなれないんだぞ！」と諭されると、精一杯努力してきちんと食事を取るようになった。また、中村の得意技は「小外刈」と言われているが、師範の吉田に言わせれば、「どんな相手と向き合っても動じないこと」だという。
中村美里の名が初めて柔道界に知れ渡ったのは、相原中学2年の時に全国中学校柔道大会44kg級の決勝で沖学園中学3年の近藤香を出足払の有効で破って優勝した時だった。なお、この時優勝して喜んでいると父親から、「おまえ、五輪に出るんだろ。ここでへらへらしてんじゃないぞ」と言われたことがきっかけで、以降の大会からは勝っても笑顔を封印して表情を引き締めることになった。続くアジアジュニアでも優勝して将来を嘱望され始めた。
3年の時には全国中学校柔道大会の団体戦で、軽量級の選手ながらチームの優勝に貢献する活躍を果たした。個人戦では48kg級に階級を上げて出場するが5位にとどまった。

#### 高校1年
2005年には渋谷教育学園渋谷高等学校へ進むと、自宅からの通いとなった。また、三井住友海上の柔道部でも練習に取り組むこととなった。7月の金鷲旗では48kg級の選手ながらチームの決勝進出に貢献したが、埼玉栄高校戦では引き分けるとチームも敗れて2位にとどまった。8月のインターハイ個人戦では決勝で夙川学院高校3年の小林咲里亜に判定で敗れた。団体戦には出場しなかったがチームは3位に入った。9月の全日本ジュニアでは決勝で三井住友海上の山岸絵美に効果で敗れて2位だった。11月のアジアジュニアでは2年ぶり2度目の優勝を飾ると、その僅か5日後に出場した講道館杯では決勝まで進むと、トヨタ自動車の谷亮子に次ぐ実力者だったミキハウスの北田佳世をGSに入ってから2分過ぎに大内刈の効果で破り、高校1年生にしてシニアの全国大会を制した。さらに12月には福岡国際女子柔道の2回戦で世界チャンピオンであるキューバのヤネト・ベルモイをGSに入ってから指導1、決勝では北田を袖釣込腰の技ありでそれぞれ破って、今大会15歳で優勝した谷亮子に次ぐ16歳での覇者となる快挙を達成。一躍「ポスト谷」の有力候補として注目を浴びた。2006年2月にはフランス国際に派遣されると、準決勝で地元フランスのフレデリク・ジョシネに効果で敗れるも、3位決定戦でベルモイを技ありで破って3位となった。3月の全国高校選手権団体戦では決勝の三田松聖高校戦を始めとして初戦から全勝するものの、チームは敗れて2位にとどまった。

#### 高校2年
2年の時には4月の選抜体重別決勝で山岸絵美に大外巻込で敗れて準優勝に終わったものの、将来性を評価されてワールドカップ国別団体戦の代表に選出された。7月の金鷲旗では準々決勝で小杉高校と対戦した。先鋒で出場して3人を立て続けに一本勝ちで破ると、70kg級トップレベルの選手である1年の田知本遥とも引き分ける大活躍を演じた。しかし、その後チームは相手大将で78kg超級トップレベルの選手である3年の田知本愛に次々と敗れて逆転負けを喫した。8月のインターハイ個人戦には東京予選で藤村女子高校2年の浅香夕海に敗れたために出場できなかったが、団体戦には出場するものの予選リーグで敗れた。9月にパリで開催されたワールドカップ国別団体戦では、2勝2敗の成績でチームも3位にとどまった。11月にUAEのドーハで開催されたアジア大会では準決勝で韓国の金英蘭と対戦すると、GSに入ってから効果を取られて3位に終わった。前年に優勝し脚光を浴びた12月の福岡国際ではジョシネに初戦で敗れるが、その後敗者復活戦を勝ち上がって3位になった。2006年の中村は柔道人生で最も大きな壁に当たったと言える。2007年最初の大会となった2月のフランス国際では、3回戦で地元フランスのオーロル・クリマンスに大外刈で敗れて敗者復活戦に回り、3位決定戦ではアジア大会で敗れた金英蘭を有効で破って3位になった。3月の全国高校選手権の団体戦は都予選で敗れて出場できなかった。

#### 高校3年
3年の時には世界選手権の最終選考大会となった4月の選抜体重別準決勝で、今大会優勝した筑波大学4年の福見友子に有効を取られて3位に終わり、世界選手権の出場を逃した。6月の都道府県対抗全日本女子柔道大会には東京都代表の一員で出場すると、決勝では愛媛県チームの浅見八瑠奈と引き分けるもののチームは優勝を飾った。7月の金鷲旗では4回戦で京都学園高校に敗れた。8月のインターハイには前年に続いて東京予選で浅香に敗れたために出場できなかった。団体戦も出場を逃した。10月の国体少年女子の部では東京都代表の一員で出場するが、初戦で静岡県代表の加賀谷千保と引き分けるもチームは敗れた。この頃から減量が限界に来ていた中村は、谷との対戦を避けて階級を上げることをためらっていたものの、オリンピック出場という本来の目標を叶えるため、同年11月の講道館杯から52kg級への変更を決断した。減量苦から解放された中村は本来の柔道を取り戻して、講道館杯では決勝で武庫川女子大学2年の垣田恵利を技ありで破って早くもこの階級で優勝を飾った。12月の嘉納杯でも決勝でスペインのアナ・カラスコサを小外刈で破って連勝を果たして、この時点で北京オリンピックの代表候補は2007年世界選手権銅メダルの西田優香と中村の争いに、2004年アテネオリンピック銀メダリストの横澤由貴が絡む図式となった。

#### 2008年
2008年2月のフランス国際では準々決勝で地元フランスのカロリーヌ・ラントワーヌに有効2つを取られて敗れるが、その後の3位決定戦でカラスコサを合技で破って3位になった。
2008年4月からは恵本裕子、上野雅恵、横澤由貴らオリンピック金メダリスト及び銀メダリストを輩出している三井住友海上女子柔道部へ進んだ。北京オリンピック代表を決める最終選考試合となった4月の選抜柔道体重別に於いて、中村は決勝まで順当に勝ち上がった。一方、西田は1回戦で警視庁の君島奈津子に内股で敗れる波乱。決勝で中村は先輩の横澤由貴を指導2で降して優勝。当日に行われた代表選考会において北京オリンピック代表に選出された。
その3週間後にはアジア選手権に出場するが、初戦で北朝鮮のパク・ミョンヒ相手に優勢に試合を進めながら、GSに入って背負い投げで効果を取られて敗れた。敗者復活戦はケガのため棄権した。
同年8月10日、北京オリンピック柔道競技女子52kg級に出場。2回戦から登場した中村の初戦はGSの末、ドイツのロミー・タラングルの掛け逃げによる反則で勝利。3回戦はベルギーのイルス・ヘイレンから小外刈で効果を奪い準決勝進出を決めた。ここまでは順調に進んだものの、準決勝では奥襟を取って圧力をかけてくる北朝鮮の安琴愛に対しパワーで負け、十分な組み手になれないまま指導のポイントを取られて敗れた。3位決定戦では韓国の金京玉に得意の小外刈で技有を奪うとそのまま上四方固で合わせ技一本勝ち。銅メダルを獲得した中村は、平成生まれの日本人としては初のオリンピックメダリストとなった。しかし、試合後は「金メダル以外は同じ」と悔しさをにじませ、4年後のロンドンオリンピックでの雪辱に意欲を見せた。

### ロンドンオリンピックまで
2008年10月5日、世界団体選手権（東京）に代表として出場。決勝戦にのみ登場し、開始わずか16秒、フランスのマリーヌ・リシャールに小内刈で余裕の一本勝ち。日本の優勝に貢献した。
北京オリンピック後、初の個人戦となる講道館杯では順調に勝ち上がり、決勝でロンドンオリンピック代表争いのライバルと目される西田と公式戦初対決。中村は強化を続けている組み手争いで西田にチャンスを与えず、指導2で優勢勝ち。この大会連覇を飾った。
そして、同じく中村対西田の対決となった12月の嘉納杯決勝。中村は組み手争いでは優位に立ったが積極的に技が出せずGSの末、旗判定で西田に屈した。これで北京以降、ライバル対決は1勝1敗となった。

#### 2009年
2009年は新たにIJFが導入した世界ランキング制度がスタートした。最初の大会となった2月のグランドスラム・パリ（旧フランス国際）で第3シードの中村は1回戦で07年世界選手権覇者石俊杰を破るなど順調に勝ち上がり、3回戦で第6シードの宿敵・西田と対戦。前年の講道館杯と同様、厳しい組み手で西田に柔道をさせず、指導2で優勢勝ち。ところが準決勝で地元フランスの伏兵オードリー・ラリッツァに隅返で敗れて、今大会4年連続で3位に終わった。
続くグランプリ・ハンブルク（旧ドイツ国際）。中村は1回戦から体落、横四方固、GS小外刈（有効）、崩袈裟固（技有）と積極的な柔道で決勝に進出した。決勝では中国の何紅梅をGSの末に大内刈で降し優勝。この大会の1回戦で負傷棄権した西田に差をつけ、大会終了時点で世界ランキング2位となった。
2009年世界選手権の最終選考試合となった4月の全日本選抜柔道体重別選手権。中村は1回戦、準決勝と相手に付け入る隙を与えず1本勝ちで決勝へ。ライバル西田と通算4度目の対決となった決勝戦。中村は小内刈で西田を腹這いにさせるなど優勢に試合を進めたが、両者ポイントなく延長戦へ。ところが延長戦に入ると西田が小内で反撃し中村はペースを取り戻せないまま試合終了。判定は延長戦で主導権を握った西田に旗3本で中村は優勝を逃した。しかし、直接対決が僅差だったため、世界選手権代表に選ばれたのは世界ランキング上位の中村だった。
世界選手権の前哨戦となる5月のグランドスラム・モスクワ。中村は初戦から順調に勝ち上がり、決勝で世界ランク1位のナタリア・クジュティナと対戦して指導2で優勢勝ち。グランドスラム初優勝を果たして弾みをつけた。6月の全日本実業柔道団体対抗大会では1勝1分けでチームは2位だった。
ところが7月、スペインでの代表強化合宿で左ひざ前十字靭帯を損傷。全治5～6週間と診断され世界選手権を前に試練に見舞われた。
同年8月27日の世界柔道選手権において中村は安定した試合運びで勝ち上がり、準々決勝ではGS指導で、準決勝は指導による反則勝ちで決勝戦に進出した。決勝戦では傷めている左足から繰り出した大外刈で、ベルモイに技ありの優勢勝ち。この階級で楢崎教子以来、10年ぶりの世界王座を獲得。世界ランキング1位に躍り出るとともに2段に昇段した。優勝後のインタビューでは、「(オリンピックでの敗戦は)世界選手権で勝ったといっても解消できない。オリンピックで負けたのだから、オリンピックでしか返せないと思います」と語った。
世界選手権優勝で講道館杯を免除された中村は12月のグランドスラム・東京で、その講道館杯を制した西田と準々決勝で対戦した。中村の厳しい組み手に西田は自分の柔道ができず、中村が有効で優勢勝すると、その後も順調に勝ち進み決勝ではスロベニアのペトラ・ナレクスを崩上四方固で破って優勝を飾った。

#### 2010年
2010年の初戦となった1月のワールドマスターズは、今期から新設された最新世界ランキング16位以内の選手に優先出場権が与えられる大会。成人式に出席せず大会の準備に集中して臨んだ中村は準決勝まですべて抑え込み技で危なげなく決勝に勝ち上がった。決勝では西田を一本で破って勝ち上がってきたスペインのラウラ・ゴメスをこれまた上四方固めで破って優勝。名実ともに世界ランキング1位の座を固めた。
続いて開催された2月のグランドスラム・パリは旧フランス国際以来、4年連続3位に終わってきた相性の良くない大会。しかし準決勝に勝ち上がった中村は、西田を破ってきたモロッコのメリエン・マウッサを上四方固、決勝ではカラスコサを縦四方固で下して、今大会初優勝を飾った。
東京での世界選手権出場を賭けた4月の選抜柔道体重別では1回戦を背負投、準決勝を大内刈といずれも一本で危なげなく決勝へ。順当に西田との対戦となった決勝。今年度から世界選手権の出場権が1国2名になった為、この時点で実績的に群を抜く2人の代表選出がほぼ確定。よって決勝はこの時点での中村と西田の立ち位置を計る一戦となった。勝って中村との差を詰めたい西田だが、組み手が格段に強くなった中村が主導権を握り西田に隙を与えない。必然的に勝機を見いだせない西田に指導2が与えられ、中村は「負けない柔道」で優勢勝ち。国際大会の実績とともに現役最強の立場を守った。
昨年は7月開催だったが今年は5月開催となったグランドスラム・リオデジャネイロでは、2回戦で初対戦となる地元ブラジルのラケウ・シウバに技有を先行される不覚を取ったものの残り13秒になって指導3で辛くも逆転勝ち。その後は安定した試合ぶりで決勝もルクセンブルクのマリー・ミュラーを合技で破って優勝。これで2009年のグランプリ・ハンブルク以来国際大会7連勝となり、IJFの公式サイトで「負け方を忘れた中村」と評された。また、今大会で優勝したことにより、IJFワールド柔道ツアーにおけるグランドスラム大会を全制覇した最初の選手となった。続く全日本実業柔道団体対抗大会では2戦2分けで3位だった。
7年ぶりの日本開催となった9月の世界選手権。今大会から各階級1国最大2枠となり、中村と西田が出場。危なげなく勝ち上がった中村は決勝で西田と対戦した。ここで負ければロンドンオリンピック代表争いで厳しくなる西田は序盤に巴投げで中村を崩すなど積極的な攻めを見せて、受けに回った印象の中村に指導が与えられる。しかしポイントなく延長に入り中村が攻勢に出て西田に指導。そのままタイムアップとなったが、最初と最後に技を出した印象点で西田に旗3本が上がり世界選手権初優勝。中村は準優勝に終わり、西田が五輪代表レースに土壇場で踏みとどまった。後にこの試合に関して、「勝負では自分が主役です。それなのに、判定になれば審判が主役になってしまう。私は もう二度と、審判が主役の試合はしたくありません」と語っている。
11月の講道館杯と同時期に開催された広州でのアジア大会に派遣された中村は、北京オリンピックで敗れた安琴愛と準決勝で対戦。先に掬投で技ありを取られるが、すぐに小内刈で技ありを奪い返し、その後GSにもつれこむも積極的に攻め続け3-0で判定勝ち。試合前には「(北京オリンピックでの安戦を振り返り)、何もさせてもらえなかった試合は柔道人生で初めてだった。絶対にリベンジしてやる。負けたままでは終われない」と語っていた、国際大会の参戦が少なく対戦が限られる安に対し、手ごたえをつかむ貴重な機会となった。続く決勝では、過去に何度も一蹴しているモンゴルのムンフバータル・ブンドゥマーをポイントで圧倒し最後は合技で一本を決めて優勝を飾った。この際に右手親指を傷めたために、グランドスラム東京は欠場することになった。

#### 2011年
2011年の初戦は1月、世界ランキング上位選手が集まるワールドマスターズ。中村は最初の2戦を一本勝ち、準決勝もスペインのゴメスを合技で破り、決勝は西田との対戦。中村は体落で有効を取った後に崩上四方固を決め、オール一本勝ちでマスターズ2連覇を達成した。これまでの西田との対戦はいずれも反則ポイントや旗判定で勝負が決していたが、実に8度目の対戦にして初めて技による、しかも一本勝ちでの決着。両者の対戦は中村5勝vs西田3勝となった。
2月にはグランドスラム・パリに出場して最初の2戦は順当に一本勝ちして勝ち上がるものの、準々決勝でフランスのプリシラ・ネト相手にやや苦戦して、GSに入ってから内股で有効を取られて敗れた。国際大会では2008年4月のアジア選手権以来、約3年ぶりにメダルなしに終わった。
4月の全日本選抜柔道体重別選手権は西田がアジア選手権に派遣される為に欠場し、中村にとって足を掬われることが許されない大会となった。しかし、初戦を指導2で優勢勝ちすると、準決勝を横四方固、決勝でも寝技を得意とする金沢学院大学4年の橋本優貴を崩上四方固で破って大会2連覇を成し遂げた。西田以外の選手との実力差を示し、世界選手権代表に選出された。
5月の全日本実業柔道団体対抗大会では、コマツの57kg級の宇高菜絵とは引き分けとなったが、自衛隊体育学校との対戦では、相武館吉田道場の3年先輩で57kg級の平井希に膝車で有効を取られて敗れた。チームは3位に終わった。
8月の世界選手権では3回戦で安琴愛と対戦して、先に指導1を取られるも指導1を取り返して延長戦に突入すると、大外刈で技ありを取って接戦に決着を付け、準々決勝ではクズティナを上四方固、準決勝でカラスコサに体落でそれぞれ一本勝ちした。決勝では前年に続く対戦となった西田に先に指導1を取られるが、その後は攻め込んで指導2を取り返して優勢勝ちを果たして、2年ぶり2度目の優勝を果たした。この際に、「(アンに対して)投げて勝てたのは大きい。」「(西田に対しては)絶対リベンジするつもりで戦った。」「(これからの代表争いで)西田さんを投げてロンドンに行ければいい」と語った。一方、世界選手権の団体戦では2回戦のキューバ戦で48kg級時代から一度も負けたことがなかったベルモイに1-2の判定で敗れたものの、決勝のフランス戦では2月のグランドスラム・パリで敗れたネトに指導2を取り雪辱したものの、他の選手が敗れてチームは2位に終わった。
12月のグランドスラム・東京では、準々決勝でベルモイにGSに入ってから有効を取られて再び敗れることになり、結果として5位に終わった。

#### 2012年
2012年1月には ワールドマスターズに出場して、準決勝でベルギーのヘイレンに一本勝ちするも、決勝で西田相手に先に攻め込まれて指導2を取られるが、後半は反撃に出て指導2を取り返して延長戦に突入するものの、背負投で一本負けを喫して2位に終わり、今大会3連覇はならなかった。
5月の体重別では、準決勝でコマツの橋本優貴を有効で破ると、決勝では西田を延長戦に入ってから横四方固で破り、長年のライバル対決に明確な形で決着を付けてロンドンオリンピック代表に選出された。
2012年7月29日のロンドンオリンピック柔道競技では初戦となる2回戦でいきなり前回の北京オリンピック準決勝で敗れた安琴愛と対戦することになった。事実上の決勝戦と見られたこの初戦において、開始23秒で相手の谷落を食らって技ありを取られた後、大内刈で一旦は技ありを取り返した。ところがそのポイントをジュリーによって有効に格下げされた。その後指導も2つ取るが、結局技ありを上回ることができずに初戦で敗退してしまった。この際に、「すごく悔しい。まだ強さが足りないということだと思います」とコメントした。安琴愛に今まで抱いていた先入観以上の対策を怠ったのが敗因だったともいう。これをきっかけにして、「初めて考え方の幅が広がり、様々な角度から物事を見られるようになった」と述べている。

### リオオリンピックまで
10月には3年前にケガをした左膝前十字靱帯の再建手術のために長期療養することを明らかにした。その際に、2年後の世界選手権での国際舞台復帰を目標にしていると語った。

#### 2013年
長いリハビリを経て、2013年11月にはロンドンオリンピック以来約1年3ヶ月ぶりの復帰戦となる講道館杯に出場すると、決勝では帝京大学2年の志々目愛を指導3で破り、復帰戦を優勝で飾った。この試合で左膝を負傷したために、グランドスラム・東京2013への出場は見合わせることになった。

#### 2014年
2014年2月にはロンドンオリンピック以来の国際大会であるグランドスラム・パリに出場するも、3回戦でクジュティナに指導2で敗れた。
4月の選抜体重別では、決勝で西田に有効を取られて敗れた。世界選手権代表にはなれなかったが、アジア大会代表にはなった。6月の全日本実業柔道団体対抗大会では57kg級の選手である自衛隊体育学校の金子瑛美に有効で敗れると、チームも2位にとどまった。
7月のグランドスラム・チュメニでは決勝でロシアのユリア・リジョワを指導3で破って、2011年の世界選手権以来約3年ぶりとなる国際大会での優勝を飾った。また、今大会の優勝で5つの異なる都市で開催されたグランドスラム大会を制した初めての選手となった。
9月のアジア大会では決勝でトルクメニスタンのグルバダム・ババムラトワを小外刈で破ったのを始め、オール一本勝ちで大会2連覇を達成した。団体戦では決勝で地元韓国の鄭銀貞と対戦すると、技ありと有効を取って試合を優勢に進めながら、終了間際に絞め技で攻められた。参ったをせずに試合終了のブザーが鳴り、鄭が技をといても動かなかった。それを見た鄭が中村が落ちているとアピールした。すると中村はブザーが鳴ったことを知らなかったようで鄭に組みつきだした。副審によるビデオ判定でブザー前に絞め落とされたとされ敗れてしまった。しかし、チームはその後4連勝して優勝を飾った。
12月のグランドスラム・東京では準決勝で橋本優貴に開始早々送襟絞で絞め落とされるも、3位決定戦でブラジルのエリカ・ミランダを合技で破って3位になった。

#### 2015年
2015年2月にはグランプリ・デュッセルドルフに出場すると、準決勝までオール一本勝ちするものの、決勝で中国の馬英楠に指導1で敗れて2位にとどまった。
4月の体重別では準決勝で西田を腕挫十字固で破ると、決勝では橋本に指導1で勝って3年ぶり5度目の優勝を飾り、世界選手権代表に選出された。5月のワールドマスターズでは準決勝でクジュティナに腕挫十字固で敗れると、3位決定戦でもフランスのアナベル・ウラニに技ありで敗れて5位に終わった。6月の全日本実業柔道団体対抗大会では前年敗れた金子を判定で破るも、コマツの宇高には有効で敗れたがチームは優勝を飾った。
8月の世界選手権では準々決勝でそれまで2連敗していたクジュティナをゴールデンスコアに入ってから有効で破ると、準決勝ではミランダに指導2でリードされるものの終了1秒前に小外刈の技ありで逆転勝ちした。さらに決勝ではルーマニアのアンドレア・キトゥを指導1で破り、3大会ぶり3度目の世界選手権優勝を成し遂げた。今大会では得意の足技が冴え渡ることになった。
世界団体では初戦から決勝まで全勝してチームの優勝に貢献した。これで個人戦の6試合と団体戦の4試合の計10試合を全て勝利することになった。監督の南條充寿は今大会の一番の功労者は中村だと語った。12月のグランドスラム・東京では準決勝で西田を指導1で破ると、決勝では志々目を指導3で破り今大会6年ぶりの優勝を飾った。この際の優勝インタビューでは、「本当は投げて勝ちたかったのですが、しぶとく小内刈り、小外刈り、足払いといった足技で攻めて勝つという自分らしさが出た試合でしたね。」と語った。

#### 2016年
2016年4月の選抜体重別では決勝で志々目を指導2で破って優勝を飾り、リオデジャネイロオリンピック代表に選出された。代表決定後の会見では、「3度目（の五輪）になるので、三度目の正直で金メダルを取ってきたい」とコメントした。また、オリンピックで最も印象に残っている場面として、会社の先輩でもある横沢由貴が2004年アテネオリンピックの準決勝で終了1秒前にキューバのアマリリス・サボンを袖釣込腰で投げて逆転勝ちした試合だと述べた。
5月にはワールドマスターズの準決勝でミランダに有効勝ちすると、決勝ではクジュティナを小外掛の有効から横四方固で一本勝ちして、5年ぶり3度目の優勝を飾った。今大会は得意の足技だけでなく、試合ではほとんど出したことのない背負投や袖釣込腰などの担ぎ技を繰り出して対戦相手を翻弄した。試合後には、「変に五輪イヤーという意識もない。経験もあるし、落ち着いていけると思う」「やり残しのないように。できることはまだたくさんある」と語った。
6月の強化合宿の際には、「今は落ち着いた気持ちで臨める。これまでの思いや経験をぶつけて金メダルを取りたい」「これまでいろんな大会で金メダルを取ったが、オリンピックだけ取れていない。金メダルを取れれば、表彰台で心の底から笑えると思う」とコメントした。
7月には三井住友海上の壮行会において、「いつも通り、私らしく戦いたい。どんな状況でも金メダルを取れるようにしたい」と述べて、国旗に「自然体」と書き記した。
8月のリオデジャネイロオリンピックでは初戦となる2回戦でモンゴルのツォルモン・アディナサンブーを横四方固で破ると、準々決勝でロシアのクジュティナとGSを含めて7分以上の激闘の末、肩袈裟固からの腕挫腕固（IJF発表は腕緘）で破った。準決勝では元世界チャンピオンで世界ランキング1位であるコソボのマイリンダ・ケルメンディと初の対戦となったが、序盤に取られた指導を取り返せず金メダルの夢は破れた。3位決定戦では地元のミランダと対戦して指導1を先取されるが後半追いつくと、GSに入ってから2分過ぎに大内刈で有効を取って勝利を収めて、北京オリンピックに続く銅メダルを獲得した
。試合後のインタビューでは、「北京は実力差を感じたけど、今回はいろいろな経験をして成長した自分で勝てなかったのが悔しい」と語った。
その直後、かねてから関心があった総合格闘技へ参戦する可能性に言及した。小さな大会でもよいから一度出場してみたいという。すでに2015年の夏には元総合格闘家の風神ライカとともにパンチや蹴りの特訓を行っていた。そもそもロンドンオリンピック後には総合格闘技への転進も視野に入っていたが、結果として周囲の後押しで柔道を続ける道を選んだ。
その一方で、2020年東京オリンピックを目指すかは現時点で未定だが、心の準備が整えばその可能性もあるとしている。11月には進退を保留した状態で無期限の休養に入ることを明らかにした。

#### 2017年
2017年春からは筑波大学大学院の人間総合科学研究科でスポーツ健康システムマネジメントを専攻することになった。なお、中村は高卒だが社会人特別選抜により合格した。進学理由として、「現役引退後の柔道の指導者という選択肢だけでなく、他の角度から社会を見て視野を広げたいと思いました」と語った。また、同じ階級で史上最年少の16歳でIJFワールド柔道ツアーを制した夙川学院高校1年の阿部詩について、「勢いがあっていい。10代選手が出てくると柔道界が盛り上がる。階級の層も厚くなり、自分の現役続行の発奮材料にもつながると思う」とコメントした。5月には選手の声を反映させるためにJOCが新たに設けたアスリート委員会の委員に他の6名のアスリートとともに立候補したが、リオデジャネイロオリンピック代表選手の約半数による投票の結果、ただ1人落選する憂き目にあった。8月の世界選手権では志々目愛が準決勝でケルメンディを破って優勝、角田夏実が2位になったことについて、「日本の52キロ級のレベルの高さを世界に見せられたと思います」とコメントした。自身の進退についてはまだ決めていないとする一方で、来年以降に復帰する可能性も考えて、今のうちにできるだけ大学院で単位を取っておきたいとも述べた。

#### 2018年
2018年3月にはリオデジャネイロオリンピック以来1年7か月ぶりの試合となる体重無差別の全日本選手権東京予選に出場するも、4回戦で70㎏級の選手であるコマツの西願寺里保に判定で敗れると、補欠決定戦でも63㎏級の選手である国士舘大学3年の石塚やよいに背負投で敗れて本戦への出場はならなかった。試合後のインタビューでは「柔道は小さくても大きい人に勝てるところが面白さです」と述べつつも、「きつかった。想像以上に（相手の）圧力がすごかった」ともコメントした。2年ぶりに自身の階級である52㎏級で出場した8月の実業個人選手権では、2回戦でJR東日本の五味奈津実にGSに入ってから技ありで敗れた。10月には福井県で開催された国体に東京都の一員として出場すると、3回戦の鹿児島県との対戦では会社の後輩の前田千島に勝利するも、チームは敗れた。

#### 2019年
2019年3月の全日本選手権東京予選では準々決勝で63kg級の選手であるJR東日本の大住有加に敗れたものの、初の本選出場を決めた。世界チャンピオンの朝比奈沙羅や中村に小さい時から憧れていたアジアチャンピオンの素根輝との対戦を希望しているという。「超級選手からすれば『ふざけるな』になるかもしれないけど、出られるのだから2人とやってみたい」。続いて、筑波大学大学院の学位記を授与された。中村はロンドンオリンピック57㎏級金メダリストの松本薫らを取材して、「柔道トップアスリートの妊娠・出産」を研究テーマにした論文を、昨年12月から約2か月間自宅に引きこもって仕上げていた。4月にはオリンピック金メダルに並ぶ夢だったという全日本選手権に57kgまで体重を増やして初出場を果たすと、初戦で78kg超級世界ジュニアチャンピオンである東海大学1年の児玉ひかると対戦するが、GSに入ってから110kgの児玉に払腰で有効を取られて敗れた。この際に、「小さくても大きい人に対抗できるのを、少しは見せられたかな」と述べつつも、「やっぱり負けは悔しい」とコメントした。また今後については、「世間的には引退と思われるかもしれないけど、私は柔道が大好きなので。一生現役という気持ちでいる」と語った。

#### 2022年
2022年8月いっぱいで三井住友海上を退社した。今後は社外アドバイザーとして同社の女子柔道部に関与することになった。現役は続行する意向だという。その一方で、株式会社T‐squarＥを起ち上げた。

## 世界ランキング
- 世界ランキングの年度別変遷

|      | 2009年 | 2010年 | 2011年 | 2012年 | 2013年 | 2014年 | 2015年 | 2016年 | 2017年 |
| ---- | ------ | ------ | ------ | ------ | ------ | ------ | ------ | ------ | ------ |
| 順位 | 1      | 1      | 2      | 10     | 70     | 12     | 4      | 2      | 53     |

(出典、JudoInside.com)

## 戦績
| 年月       | 大会                           | 成績              |
| ---------- | ------------------------------ | ----------------- |
| 2003年8月  | 全中                           | 優勝(44kg級)      |
| 2003年8月  | 全中団体戦                     | 5位               |
| 2003年9月  | アジアジュニア                 | 優勝              |
| 2004年8月  | 全中                           | 5位(以降は48kg級) |
| 2004年8月  | 全中団体戦                     | 優勝              |
| 2005年7月  | 金鷲旗                         | 2位               |
| 2005年8月  | インターハイ                   | 2位               |
| 2005年9月  | 全日本ジュニア                 | 2位               |
| 2005年11月 | アジアジュニア                 | 優勝              |
| 2005年11月 | 講道館杯                       | 優勝              |
| 2005年12月 | 福岡国際                       | 優勝              |
| 2006年2月  | フランス国際                   | 3位               |
| 2006年4月  | 選抜体重別                     | 2位               |
| 2006年7月  | 金鷲旗                         | 5位               |
| 2006年9月  | ワールドカップ国別団体戦       | 3位               |
| 2006年12月 | アジア大会                     | 3位               |
| 2006年12月 | 福岡国際                       | 3位               |
| 2007年2月  | フランス国際                   | 3位               |
| 2007年3月  | 全国高校選手権                 | 2位               |
| 2007年4月  | 選抜体重別                     | 3位               |
| 2007年6月  | 都道府県対抗全日本女子柔道大会 | 優勝              |
| 2007年11月 | 講道館杯                       | 優勝(以降52kg級)  |
| 2007年12月 | 嘉納杯                         | 優勝              |
| 2008年2月  | フランス国際                   | 3位               |
| 2008年4月  | 選抜体重別                     | 優勝              |
| 2008年8月  | 北京オリンピック               | 3位               |
| 2008年10月 | 世界団体                       | 優勝              |
| 2008年11月 | 講道館杯                       | 優勝              |
| 2008年12月 | 嘉納杯                         | 2位               |
| 2009年2月  | フランス国際                   | 3位               |
| 2009年2月  | グランプリ・ハンブルク         | 優勝              |
| 2009年4月  | 選抜体重別                     | 2位               |
| 2009年5月  | グランドスラム・モスクワ       | 優勝              |
| 2009年6月  | 全日本実業柔道団体対抗大会     | 2位               |
| 2009年8月  | 世界選手権                     | 優勝              |
| 2009年12月 | グランドスラム・東京           | 優勝              |
| 2010年1月  | ワールドマスターズ             | 優勝              |
| 2010年2月  | グランドスラム・パリ           | 優勝              |
| 2010年4月  | 選抜体重別                     | 優勝              |
| 2010年5月  | グランドスラム・リオ           | 優勝              |
| 2010年6月  | 全日本実業柔道団体対抗大会     | 3位               |
| 2010年9月  | 世界選手権                     | 2位               |
| 2010年11月 | アジア大会                     | 優勝              |
| 2011年1月  | ワールドマスターズ             | 優勝              |
| 2011年2月  | グランドスラム・パリ           | 5位               |
| 2011年4月  | 選抜体重別                     | 優勝              |
| 2011年5月  | 全日本実業柔道団体対抗大会     | 3位               |
| 2011年8月  | 世界選手権                     | 優勝              |
| 2011年8月  | 世界団体                       | 2位               |
| 2011年12月 | グランドスラム・東京           | 5位               |
| 2012年1月  | ワールドマスターズ             | 2位               |
| 2012年5月  | 選抜体重別                     | 優勝              |
| 2012年8月  | ロンドンオリンピック           | 初戦敗退          |
| 2013年11月 | 講道館杯                       | 優勝              |
| 2014年4月  | 選抜体重別                     | 2位               |
| 2014年6月  | 全日本実業柔道団体対抗大会     | 2位               |
| 2014年7月  | グランドスラム・チュメニ       | 優勝              |
| 2014年9月  | アジア大会                     | 優勝              |
| 2014年9月  | アジア大会団体戦               | 優勝              |
| 2014年12月 | グランドスラム・東京           | 3位               |
| 2015年2月  | グランプリ・デュッセルドルフ   | 2位               |
| 2015年4月  | 選抜体重別                     | 優勝              |
| 2015年5月  | ワールドマスターズ             | 5位               |
| 2015年6月  | 全日本実業柔道団体対抗大会     | 優勝              |
| 2015年8月  | 世界選手権                     | 優勝              |
| 2015年8月  | 世界団体                       | 優勝              |
| 2015年12月 | グランドスラム・東京           | 優勝              |
| 2016年4月  | 選抜体重別                     | 優勝              |
| 2016年5月  | ワールドマスターズ             | 優勝              |
| 2016年8月  | リオデジャネイロオリンピック   | 3位               |

(出典、JudoInside.com)

## 対外国人選手の連勝記録
2009年2月のグランプリ・ハンブルク2回戦から2011年2月のグランドスラム・パリ3回戦までの約2年の間に43連勝を記録した。
| 連勝数                                                                      | ラウンド                                    | 対戦相手                                    | 内容                                        |                                             |                                             |                                             |
| グランプリ・ハンブルク (2009年2月21日) 優勝                                 | グランプリ・ハンブルク (2009年2月21日) 優勝 | グランプリ・ハンブルク (2009年2月21日) 優勝 | グランプリ・ハンブルク (2009年2月21日) 優勝 | グランプリ・ハンブルク (2009年2月21日) 優勝 | グランプリ・ハンブルク (2009年2月21日) 優勝 | グランプリ・ハンブルク (2009年2月21日) 優勝 |
| --------------------------------------------------------------------------- | ------------------------------------------- | ------------------------------------------- | ------------------------------------------- | ------------------------------------------- | ------------------------------------------- | ------------------------------------------- |
| 1                                                                           | 2回戦                                       | ミンガゾワ(カザフスタン)                    | 一本勝ち(体落)                              |                                             |                                             |                                             |
| 2                                                                           | 3回戦                                       | アルバロワ(ロシア)                          | 一本勝ち(横四方固)                          |                                             |                                             |                                             |
| 3                                                                           | 準々決勝                                    | 何燦燦(中国)                                | 優勢勝ち(有効)                              |                                             |                                             |                                             |
| 4                                                                           | 準決勝                                      | カツナ(ルーマニア)                          | 優勢勝ち(技あり)                            |                                             |                                             |                                             |
| 5                                                                           | 決勝                                        | 何紅梅(中国)                                | 一本勝ち(大内刈)                            |                                             |                                             |                                             |
| グランドスラム・モスクワ (2009年12月14日) 3位                               |                                             |                                             |                                             |                                             |                                             |                                             |
| 6                                                                           | 2回戦                                       | カリエワ(カザフスタン)                      | 一本勝ち(縦四方固)                          |                                             |                                             |                                             |
| 7                                                                           | 準々決勝                                    | クラー(ドイツ)                              | 一本勝ち(合技)                              |                                             |                                             |                                             |
| 8                                                                           | 準決勝                                      | タラングル(ドイツ)                          | 一本勝ち(小内刈)                            |                                             |                                             |                                             |
| 9                                                                           | 決勝                                        | クジュティナ(ロシア)                        | 優勢勝ち(指導2)                             |                                             |                                             |                                             |
| 世界選手権 (2009年8月27日) 優勝                                             |                                             |                                             |                                             |                                             |                                             |                                             |
| 10                                                                          | 2回戦                                       | ジョンストン(イギリス)                      | 優勢勝ち(技あり)                            |                                             |                                             |                                             |
| 11                                                                          | 3回戦                                       | スハ(ウクライナ)                            | 優勢勝ち(有効)                              |                                             |                                             |                                             |
| 12                                                                          | 準々決勝                                    | 何紅梅(中国)                                | 優勢勝ち(技あり)                            |                                             |                                             |                                             |
| 13                                                                          | 準決勝                                      | チョ・ソンヒ(北朝鮮)                        | 反則勝ち                                    |                                             |                                             |                                             |
| 14                                                                          | 決勝                                        | ベルモイ(キューバ)                          | 優勢勝ち(技あり)                            |                                             |                                             |                                             |
| グランドスラム・東京 (2009年12月11日) 優勝(準々決勝は西田に優勢勝ち(指導2)) |                                             |                                             |                                             |                                             |                                             |                                             |
| 15                                                                          | 2回戦                                       | 連佩如(台湾)                                | 反則勝ち                                    |                                             |                                             |                                             |
| 16                                                                          | 3回戦                                       | ケローミ(モロッコ)                          | 一本勝ち(合技)                              |                                             |                                             |                                             |
| 17                                                                          | 準決勝                                      | カラスコサ(スペイン)                        | 一本勝ち(合技)                              |                                             |                                             |                                             |
| 18                                                                          | 決勝                                        | ナレクス(スロベニア)                        | 一本勝ち(崩上四方固)                        |                                             |                                             |                                             |
| ワールドマスターズ (2010年1月16日) 優勝                                     |                                             |                                             |                                             |                                             |                                             |                                             |
| 19                                                                          | 2回戦                                       | ムンフバータル(モンゴル)                    | 一本勝ち(合技)                              |                                             |                                             |                                             |
| 20                                                                          | 準々決勝                                    | 金京玉(韓国)                                | 一本勝ち(横四方固)                          |                                             |                                             |                                             |
| 21                                                                          | 準決勝                                      | ボナ(フランス)                              | 一本勝ち(横四方固)                          |                                             |                                             |                                             |
| 22                                                                          | 決勝                                        | ゴメス(スペイン)                            | 一本勝ち(上四方固)                          |                                             |                                             |                                             |
| グランドスラム・パリ (2010年2月6日) 優勝                                    |                                             |                                             |                                             |                                             |                                             |                                             |
| 23                                                                          | 2回戦                                       | デルサレ(フランス)                          | 一本勝ち(体落)                              |                                             |                                             |                                             |
| 24                                                                          | 準々決勝                                    | ミランダ(ブラジル)                          | 優勢勝ち(有効)                              |                                             |                                             |                                             |
| 25                                                                          | 準決勝                                      | モウサ(アルジェリア)                        | 一本勝ち(上四方固)                          |                                             |                                             |                                             |
| 26                                                                          | 決勝                                        | カラスコサ(スペイン)                        | 一本勝ち(縦四方固)                          |                                             |                                             |                                             |
| グランドスラム・リオ(2010年5月22日) 優勝                                    |                                             |                                             |                                             |                                             |                                             |                                             |
| 27                                                                          | 2回戦                                       | ホフスタッド(ノルウェー)                    | 一本勝ち(合技)                              |                                             |                                             |                                             |
| 28                                                                          | 3回戦                                       | シルバ(ブラジル)                            | 優勢勝ち(有効)                              |                                             |                                             |                                             |
| 29                                                                          | 準々決勝                                    | ミランダ(ブラジル)                          | 優勢勝ち(指導3)                             |                                             |                                             |                                             |
| 30                                                                          | 準決勝                                      | 何紅梅(中国)                                | 総合勝ち                                    |                                             |                                             |                                             |
| 31                                                                          | 決勝                                        | ミュラー(ルクセンブルク)                    | 一本勝ち(合技)                              |                                             |                                             |                                             |
| 世界選手権 (2010年9月14日) 2位(決勝は西田に判定負け)                        |                                             |                                             |                                             |                                             |                                             |                                             |
| 32                                                                          | 2回戦                                       | 候樺萱(台湾)                                | 一本勝ち(崩上四方固)                        |                                             |                                             |                                             |
| 33                                                                          | 3回戦                                       | 金京玉(韓国)                                | 一本勝ち(小外刈)                            |                                             |                                             |                                             |
| 34                                                                          | 準々決勝                                    | 張儷川(中国)                                | 一本勝ち(小内刈)                            |                                             |                                             |                                             |
| 35                                                                          | 準決勝                                      | ムンフバータル(モンゴル)                    | 一本勝ち(合技)                              |                                             |                                             |                                             |
| アジア大会 (2010年11月15日) 優勝                                            |                                             |                                             |                                             |                                             |                                             |                                             |
| 36                                                                          | 2回戦                                       | スレーラット(タイ)                          | 一本勝ち(合技)                              |                                             |                                             |                                             |
| 37                                                                          | 準決勝                                      | 安琴愛(北朝鮮)                              | 判定勝ち                                    |                                             |                                             |                                             |
| 38                                                                          | 決勝                                        | ムンフバータル(モンゴル)                    | 一本勝ち(横四方固)                          |                                             |                                             |                                             |
| ワールドマスターズ (2011年1月15日) 優勝(決勝は西田に一本勝ち(横四方固))     |                                             |                                             |                                             |                                             |                                             |                                             |
| 39                                                                          | 2回戦                                       | ミランダ(ブラジル)                          | 一本勝ち(合技)                              |                                             |                                             |                                             |
| 40                                                                          | 準々決勝                                    | 何紅梅(中国)                                | 一本勝ち(横四方固)                          |                                             |                                             |                                             |
| 41                                                                          | 準決勝                                      | ゴメス(スペイン)                            | 一本勝ち(横四方固)                          |                                             |                                             |                                             |
| グランドスラム・パリ (2011年2月5日) 準々決勝敗退                            |                                             |                                             |                                             |                                             |                                             |                                             |
| 42                                                                          | 2回戦                                       | デルガド(アメリカ)                          | 一本勝ち(合技)                              |                                             |                                             |                                             |
| 43                                                                          | 3回戦                                       | クラー(ドイツ)                              | 一本勝ち(合技)                              |                                             |                                             |                                             |

(参考資料：ベースボールマガジン社発行の近代柔道バックナンバー、JudoInside.com等)

## 有力選手との対戦成績
| 国籍                       | 選手名                       | 内容    |
| -------------------------- | ---------------------------- | ------- |
| 日本の旗                   | 西田優香                     | 10勝5敗 |
| 日本の旗                   | 橋本優貴                     | 3勝1敗  |
| ルーマニアの旗             | アンドレア・キトゥ           | 3勝     |
| ブラジルの旗               | エリカ・ミランダ             | 8勝     |
| ロシアの旗                 | ナタリア・クジュティナ       | 6勝2敗  |
| フランスの旗               | プリシラ・ネト               | 1勝1敗  |
| コソボの旗                 | マイリンダ・ケルメンディ     | 1敗     |
| キューバの旗               | ヤネト・ベルモイ             | 4勝2敗  |
| 朝鮮民主主義人民共和国の旗 | 安琴愛                       | 2勝2敗  |
| モンゴルの旗               | ムンフバータル・ブンドゥマー | 5勝     |

(参考資料：ベースボールマガジン社発行の近代柔道バックナンバー、JudoInside.com等)

## IJFワールド柔道ツアーにおける獲得賞金一覧
| グランドスラム・パリ2009             | 2009年2月7日   | 3位  | 1,500ドル  |
| グランプリ・ハンブルク               | 2009年2月21日  | 優勝 | 3,000ドル  |
| グランドスラム・モスクワ2009         | 2009年5月31日  | 優勝 | 5,000ドル  |
| グランドスラム・東京2009             | 2009年12月13日 | 優勝 | 5,000ドル  |
| ワールドマスターズ2010               | 2010年1月16日  | 優勝 | 6,000ドル  |
| グランドスラム・パリ2010             | 2010年2月6日   | 優勝 | 4,000ドル  |
| グランドスラム・リオデジャネイロ2010 | 2010年5月21日  | 優勝 | 5,000ドル  |
| 2010年世界柔道選手権大会             | 2010年9月12日  | 2位  | 4,000ドル  |
| ワールドマスターズ2011               | 2011年1月15日  | 優勝 | 6,000ドル  |
| ワールドマスターズ2012               | 2012年1月14日  | 2位  | 4,000ドル  |
| グランドスラム・チュメニ2014         | 2014年7月12日  | 優勝 | 4,000ドル  |
| グランドスラム・東京2014             | 2014年12月5日  | 3位  | 1,200ドル  |
| グランプリ・デュッセルドルフ         | 2015年2月20日  | 2位  | 1,600ドル  |
| 2015年世界柔道選手権大会             | 2015年8月25日  | 優勝 | 7,200ドル  |
| グランドスラム・東京2015             | 2015年12月4日  | 優勝 | 4,000ドル  |
| ワールドマスターズ2016               | 2016年5月27日  | 優勝 | 4,800ドル  |
| 総計                                 |                |      |            |
| 16大会                               | -              | -    | 66,300ドル |

- 日本選手の場合は、獲得賞金の半分は全柔連の取り分となっていたが、2013年3月からは競技者規定が改訂されて、賞金は全額選手が受け取れることになった[105]。なお、2010年のグランドスラム・パリの場合は、獲得賞金の20%がコーチの取り分となったので、3位の賞金は1,500ドルではなく1,200ドルとなった[106]。2011年の世界選手権ではメダリストに賞金ではなく贈り物が与えられた[107]。2014年7月からはIJF主催の各大会でコーチにも賞金が支給されるようになったために、選手の賞金が従来の2割減となった[108]。

## 柔道スタイル
足技、とりわけもっとも得意とする小外刈で相手を崩して、そこからすかさず抑え込み技に持ち込むのが勝ちパターンとなっている。相四つの場合は主に左小内刈、けんか四つの場合は主に左小外刈で相手の出ている側の足を引っ掛けて後ろに下げさせて、自分有利な体勢に持ち込む。そこからさらに畳み掛けるように小内刈や小外刈、大外刈、体落などを仕掛ける。最初の技で崩して次の技につなげる、「2つの技で1つ」という軽量級ならではの発想で試合を展開することに長けている。なお、中村の小内刈や小外刈は一般的な用法とは異なり、足首を内側に90度ほどひねり、足の側面で相手の足を引っ掛けるという特徴を有している。また、合技での一本勝ちが多いことからでも分るように、立ち技で一本が決まる事は少ない。技ありを取ったらすばやく抑え込み技に移行するのを特色としている。一方、自分の短所や弱点に関しても合理的な考えを持ち合わせてもおり、内股や払腰は自分に適さない技だとわかったので使わないという。背負投や袖釣込腰もたまに使うだけにとどまっている。
シニアの国際大会デビュー戦となった2005年12月の福岡国際から2014年9月のアジア大会団体戦決勝まで9年近くもの間、国際大会では寝技で負けることはなかったように、寝技も得意にしている。しかしながら、その後のグランドスラム東京の橋本戦でも絞め落とされると、ワールドマスターズでも腕挫十字固を極められて寝技の防御面で脆さが垣間見られるようになった。ロンドンオリンピックまでは寝技といえば抑込技主体であったのが、2013年に復帰して以降は腕挫十字固を多用するようになった。他に三角絞めからの抑え込み技(崩上四方固、ないしは浮き固めとも分類される)も得意にしている。

## エピソード
- 高校時代、昼休みに柔道場で丸くなって寝ていた姿がハムスターのようだった為、部の先輩から「ハム」とあだ名された[6]。
- 好物はバナナの為[117]、趣味はバナナ・グッズの収集（NHKニュースウオッチ9出演時の発言）[118]。また、お菓子作りも趣味にしている[12]。
- 一般的には「笑わない柔道家」と見なされており、実際、柔道ではオリンピックで金メダルを取った時以外は笑わないことに決めているが、素顔はお笑い好きである（日本テレビスッキリ!!出演時の発言）。特にCOWCOWがお気に入りだという。また、R-1ぐらんぷりなどのお笑い番組をコマめにチェックしており、無名に近い芸人のこともよく知っている[119]。2017年現在はオードリーのファンでもある[120]。
- 会社の3年先輩である山岸絵美によれば、むーちゃん(中村のニックネーム)は単にお笑いが好きというだけではなくて、顔芸や口芸も達者で、よく新ネタを仕込んできては周囲を笑わせるなどチームのムードメーカー的側面も有しているという。また、声が低いこともあって男性の歌を歌わせると非常にかっこよく、ほれぼれさせられるという[121]。
- 膝の手術を受けてリハビリに取り組んでいた頃に女子サッカー選手の阪口夢穂や岩渕真奈と知り合いになったことから、なでしこリーグなどを観戦することもあるという。また、トレーニングの一環として取り入れたリフティングでは340回を記録したこともある[122]。
- 平成21年（2009年）11月、天皇陛下御在位二十年記念式典に出席した。同式典では、天皇の明仁と皇后の美智子が関心を持つ分野の代表者の一人として、中村が紹介された[123]。